# Beekloop (Keersop)
De Beekloop is een gegraven waterloop die kalkrijk water vanuit het Kempens Kanaal naar de Keersop voert.
De Beekloop stroomt vanaf de vloeivelden van De Watering in noordelijke richting, en ze verbindt een reeks ooit natuurlijke vennen, waarin viskwekerijen werden aangelegd en die tegenwoordig het natuurgebied De Maaij vormen. Met behulp van water uit de Beekloop werden ook op de oevers daarvan vloeivelden ingericht, zoals in het Ganzenbroek.  Hiervan is niets meer overgebleven. Uiteindelijk vloeit de Beekloop, iets ten zuiden van Westerhoven, in de Keersop.
De Beekloop is 18 km lang en heeft een verval van ongeveer 18 meter, wat een snelle stroming veroorzaakt. De beekbodem bestaat uit grof zand en grind, en dient als paaiplaats voor onder meer beekforel, serpeling, bermpje en beekprik.